# منى التميمي
مني التميمي هي كاتبة إماراتيّة صدرت لها عددٌ من الروايات والكتب لعلَّ أبرزها كتاب «حارس التوت» الذي كان أول أعمالها، ورواية «رسائل صوفية» التي صدرت عن الدار العربيّة للعلوم ناشرون فضلًا عن رواية «قلم أحمر» أما أشهر أعمالها فكانت روايةُ «شاهد من إشبيلية» والتي تحكي فيها عن شخصيّة تاريخية خياليّة عاشت في وقتٍ ما في مدينة إشبيلية وعايشت ما جرى هناك.

## الحياة المُبكّرة والتعليم
تُركّز منى التميمي في كتاباتها على جدليّة العلاقة بين طرفين اثنين؛ أحدهما ثابت هو الواقع، والآخر متغير. بحيثُ تناولت منى في روايتها الأولى «حارس التوت» العلاقة بين الإنسان والطبيعة باعتبارها ملجأً يلوذ به حين يحاصره الواقع، ورصدت في الرواية الثانية التي صدرت تحتَ عنوان «رسائل صوفيّة» العلاقة بين الرجل والمرأة ومواجهة الواقع بأدوات صوفية، وبيّنت في روايتها الثالثة التي نُشرت تحت عنوان «قلمٌ أحمر» القدرة على تحقيق الأحلام على الرغم من معوقات الواقع، ثمّ تتناولت في الرواية الرابعة «شاهدٌ من إشبيلية» قدرة الإنسان على التكيف مع الواقع، في ظروف طبيعية مختلفة.

## المسيرة المهنيّة
تُعتبر رواية «حارس التوت» أول أعمال الكاتبة والروائيّة منى التميمي. صدرت الرواية عن الدار العربية للعلوم ناشرون في وقتٍ ما من عام 2017 في نحو 271 صفحة. قال بعض النقاد إنّ هذه الرواية تختلقُ عوالم سحرية مخصوصة بإشباع حركي ولوني، وهي عوالم تُحرّكها الكاتبة عبر خطابها الذي يمثل – بحسب كلام بعض النقاد – وعي الذات بعزلتها المتناهية، وإغراقها في صمت الداخل، واستسلامها لظلال الذاكرة وإيحاءات الغربة الباردة؛ المغرقَة في رتابتها. تتحدثُ الروايةُ تحديدًا عن علاقة رجل بالطبيعة في صور سوريالية حيّة، اختار العيش بعيدًا في غابة على أمل أن يطفئ النار التي هشّمَته بسبب معرفته أن أقرب أصدقائه، على علاقة بالمرأة التي أحب، وقد آثر الصديق الصمت وأخفى الأمر باسم الحب.
«رسائل صوفيّة» هي روايةٌ أخرى لمنى صدرت عن الدار التي تعاملت معها في أغلب أعمالها الروائيّة: الدار العربية للعلوم ناشرون. جاءت الرواية في 255 صفحة، وفيها تحدثت منى عن التصورات الفنية التي تمنح الوجود معنى مغاير وبطرق جديدة غير متوقعة، تحتوي على الفلسفة، وعلى الموسيقى، وعلى اللمحات التشكيليّة. بطلي الرواية هما «ندى» و«مغيث» اللذان يحضران في عالمٍ ساحِرٍ يفوق الخيال وضمن معادلة للحب يتم فيها تقديم صورة «المرأة» و«الرجل» في عريها الذهني الحقيقي، وكما يتمثلها الوجدان ويتصورها الحس الفني.
صدر للكاتبة الإماراتيّة منى التميمي روايةُ «قلم أحمر» وهي روايةٌ صُنّفت ضمنَ روايات الإثارة والمغامرات. صدرت هذه الرواية عن الدار العربيّة للعلوم ناشرون عام 2019 في نحو 231 صفحة، وفيها تطرحُ التميمي سؤال الطفولة من داخل النصّ الروائي، فيحضر عالم الطفولة والرشد في ظل متغيّرات الحياة المعاصرة بكل آلامها وآمالها. أبطالُ الرواية طفلان أخوان: الأول «حمد» الرومانسي الحالم أن يقود طائرته في السماء بعد أن يصبح طيارًا متمرّسًا يُساعده والده في تحقيق طموحه؛ ولهذا طارد حُلُمه حتى كبر ونجح في تحقيقه، والثاني «راشد» الذي فقد ملامح طفولته، تحت ظل الظروف العصيبة، التي رافقت انفصال أبويه وعدم تَقبُّله لغياب أبيه مما أدى إلى تعلّقه بأمه ورفضه لوالده، فتابع حياته بشكل روتيني وتعلّم وأصبح مهندسًا ناجحًا. جمعت منى في هذه الرواية بين نظريتي الرواية العائلية، والرواية الأوديبية من خلال تأسيسها وفق علاقة ثلاثية بين الابن والأب والأم، بما فيها من تقارب أو تنافر بين الأقطاب الثلاثة.
تحكي التميمي في كتابها «شاهد من إشبيلية» الذي صدر عن الدار العربية للعلوم ناشرون حكاية مالك بن غدير الإشبيلي وصاحبه نجم الدين. تجري الأحداث في القرن الحادي عشر الميلادي، خلال حكم بني عباد لإشبيلية، ورغم ذلك فشخصية مالك ليست تاريخية، بل هي من بنات مخيلة الكاتبة. تتناولُ الرواية رحلة طويلة، على مدى عام كامل، تقوم بها الشخصية الروائية، من مكة إلى قرطبة، وتروي مشاهداتها. تبدأ الرواية بوصول مالك بن غدير الإشبيلي إلى مكة وتنتهي بنهوضه من غيبوبته في قرطبة. والوصول والنهوض كلاهما، وما بينهما من أحداث، تمتد طيلة عام من الزمن، وتحصل في غير مدينة عربية، وتنخرط فيها مجموعة من الشخوص، هي ما يشكل متن الرواية كما يرى بعض النقاد.
اهتمَّت منى في رواية شاهدٌ من إشبيليّة على موضوع الرحلة، فتحدثت بنوعٍ من الإسهاب عن المخاطر التي واجهتها القافلة في البر، الطبيعية والبشرية، من عواصف رملية وغارات البدو ومطاردة الشياطين، وشح الماء، وغيرها، وتلك التي واجهتها السفينة في البحر، الطبيعية والبشرية، من أنواء بحرية، ورياح عاتية، وجرائم المجرمين واللصوص، وغيرها، كما تطرقت لموضوع المشاعر الإنسانية النبيلة التي تدفعُ الناس إلى الاتحاد في مواجهة الخطر، وتتضافر جهودهم للعثور على الماء، ويتضامنون بعضهم مع بعض على اختلاف أصولهم ومعتقداتهم، وتقوم بينهم صداقات ومودات.

## قائمة أعمالها
هذه قائمةٌ بأبرز وأشهر أعمال الكاتبة الإماراتية منى التميمي:
- حارس التوت[15]
- رسائل صوفية[16]
- قلم أحمر[17]
- شاهد من إشبيلية[18]

## الجوائز
- جائزة الكتاب الإماراتي - مجال الرواية من ضمن جوائز معرض الشارقة الدولي للكتاب 2021.